# Liste der Monuments historiques in Awoingt
Die Liste der Monuments historiques in Awoingt führt die Monuments historiques in der französischen Gemeinde Awoingt auf.

## Liste der Objekte
| Bezeichnung                | Beschreibung | Standort                | Kennzeichnung | Schutzstatus | Datum | Bild |
| -------------------------- | ------------ | ----------------------- | ------------- | ------------ | ----- | ---- |
| Skulptur Christus am Kreuz | Holz, 1925   | in der Kirche St-Martin | PM59006365    | Inscrit      | 1988  |      |